# ASD Fanfulla
ASD Fanfulla (wł. Associazione Sportiva Dilettantistica Fanfulla) – włoski klub piłkarski, mający siedzibę w mieście Lodi, w północnej części kraju, grający od sezonu 2018/19 w rozgrywkach Serie D.

## Historia
Chronologia nazw:
- 1908: Associazione Sportiva Fanfulla
- 1963: Associazione Calcio Fanfulla 1874
- 2015: klub rozwiązano
- 2015: Associazione Sportiva Dilettantistica Cavenago Fanfulla
- 2016: fuzja z ASD Academy Fanfulla
- 2018: Associazione Sportiva Dilettantistica Fanfulla.

Klub sportowy AS Fanfulla został założony w miejscowości Lodi 23 czerwca 1908 roku jako sekcja piłki nożnej w towarzystwie Società Fanfulla di Ginnastica e Scherma, które powstało w 1874 roku. Już wkrótce, 28 czerwca klub dołączył do F.I.F. Początkowo zespół występował w lokalnych turniejach towarzyskich.
W sezonie 1913/14 zespół debiutował w rozgrywkach Terza Categoria Lombarda (D3). W 1914 awansował do Promozione Lombardia (obecnie Serie B).
W 2015 roku z powodu poważnych problemów ekonomicznych klub zawiesił działalność i zrezygnował z dalszych występów w mistrzostwach. Inny klub z Lombardii Polisportiva Cavenago d'Adda, grający w Excellence, odkupił tytuł sportowy od zbankrutowanego klubu z Lodi, zmieniając nazwę na Associazione Sportiva Dilettantistica Cavenago Fanfulla. W 2016 zespół awansował do Serie D. 5 kwietnia 2016 nieaktywny AC. Fanfulla 1874 został ogłoszony bankrutem i potem rozwiązany. Młodzieżowa i kobieca sekcja rozwiązanego klubu o nazwie ASD Academy Fanfulla latem połączyła się z ASD Cavenago Fanfulla. Latem 2018 klub zmienił nazwę na ASD Fanfulla.

## Barwy klubowe, strój
|  |  |

Klub ma barwy biało-czarne. Zawodnicy domowe spotkania zazwyczaj grają w pasiastych pionowo biało-czarnych koszulkach, czarnych spodenkach oraz czarnych getrach.

## Sukcesy

### Trofea międzynarodowe
Nie uczestniczył w rozgrywkach europejskich (stan na 31-05-2020).

### Trofea krajowe
| \| \| Zdobyte trofea w rozgrywkach Włoch (stan na: 31-08-2020) \| |                                                          |      |                                       |
| Rozgrywki                                                         | Osiągnięcie                                              | Razy | Sezon(y)                              |
| · Mistrzostwo                                                     | I miejsce                                                | 0    |                                       |
| · Mistrzostwo                                                     | II miejsce                                               |      |                                       |
| · Mistrzostwo                                                     | III miejsce                                              | 0    |                                       |
| · Puchar                                                          | zdobywca                                                 | 0    |                                       |
| · Puchar                                                          | finalista                                                | 0    |                                       |
| · Puchar                                                          | 1/8 finału                                               | 1    | 1936/37                               |
| II liga                                                           | I miejsce                                                | 1    | 1921/22 (B i grupa finałowa)          |
| II liga                                                           | II miejsce                                               | 2    | 1920/21 (grupa finałowa), 1923/24 (D) |
| II liga                                                           | III miejsce                                              | 0    |                                       |
| Włochy                                                            | Zdobyte trofea w rozgrywkach Włoch (stan na: 31-08-2020) |      |                                       |

- Prima Divisiozne/Seconda Divisione:/Serie C1 (D3):
  - mistrz (2x): 1937/38 (B), 1948/49 (A)
  - 3.miejsce (3x): 1928/29 (B), 1927/28 (D), 1961/62 (A)

### Inne trofea
- Puchar Serie C w piłce nożnej:
  - zdobywca (1x): 1983/84

## Piłkarze, trenerzy, prezydenci i właściciele klubu

### Prezydenci
...
- 1983–1985:  Polenghi Lombardo

...
- od 2020:  Luigi Barbati

## Struktura klubu

### Stadion
Klub piłkarski rozgrywa swoje mecze domowe na Stadio Dossenina w mieście Lodi o pojemności 2 184 widzów.

### Derby
- AC Legnano
- FBC Saronno 1910
- Vigevano Calcio 1921